# سيبولادا
سيبولادا (بالبرتغالية: Cebolada‏) هو مرق أو صلصة برتغالية تُحضر باستخدام البصل كمكون أساسي.

## أطباق مع سيبولادا
قد يصاحب سيبولادا أطباق مختلفة، مثل أطباق المأكولات البحرية المعدة بشرائح سمك السيف. وطبق أتم دي سيبولادا الذي يُحضر باستخدام شريحة التونة وصلصة السيبولادا التي تُعد بالبصل المكرمل.
تُستخدم السيبولادا أيضًا في أطباق اللحم البقري مثل بيفيس دي سيبولادا، الذي يستخدم شرائح لحم رقيقة مع السيبولادا. تشمل المكونات الإضافية في تحضير هذا الطبق، الخل، والزبدة، وهو من الأطباق الشائعة في قوائم الطعام في المطاعم البرتغالية، وعادةً ما يُقدم مع البطاطا المقلية البرتغالية.

## انظرأيضاً
- قائمة أطباق الخضار